# Bedford (Pennsylvanie)
Pour les articles homonymes, voir Bedford.
Le borough de Bedford est le siège du comté de Bedford, situé en Pennsylvanie, aux États-Unis. Sa population s’élevait à 2 841 habitants lors du recensement de 2010.

## Galerie photographique

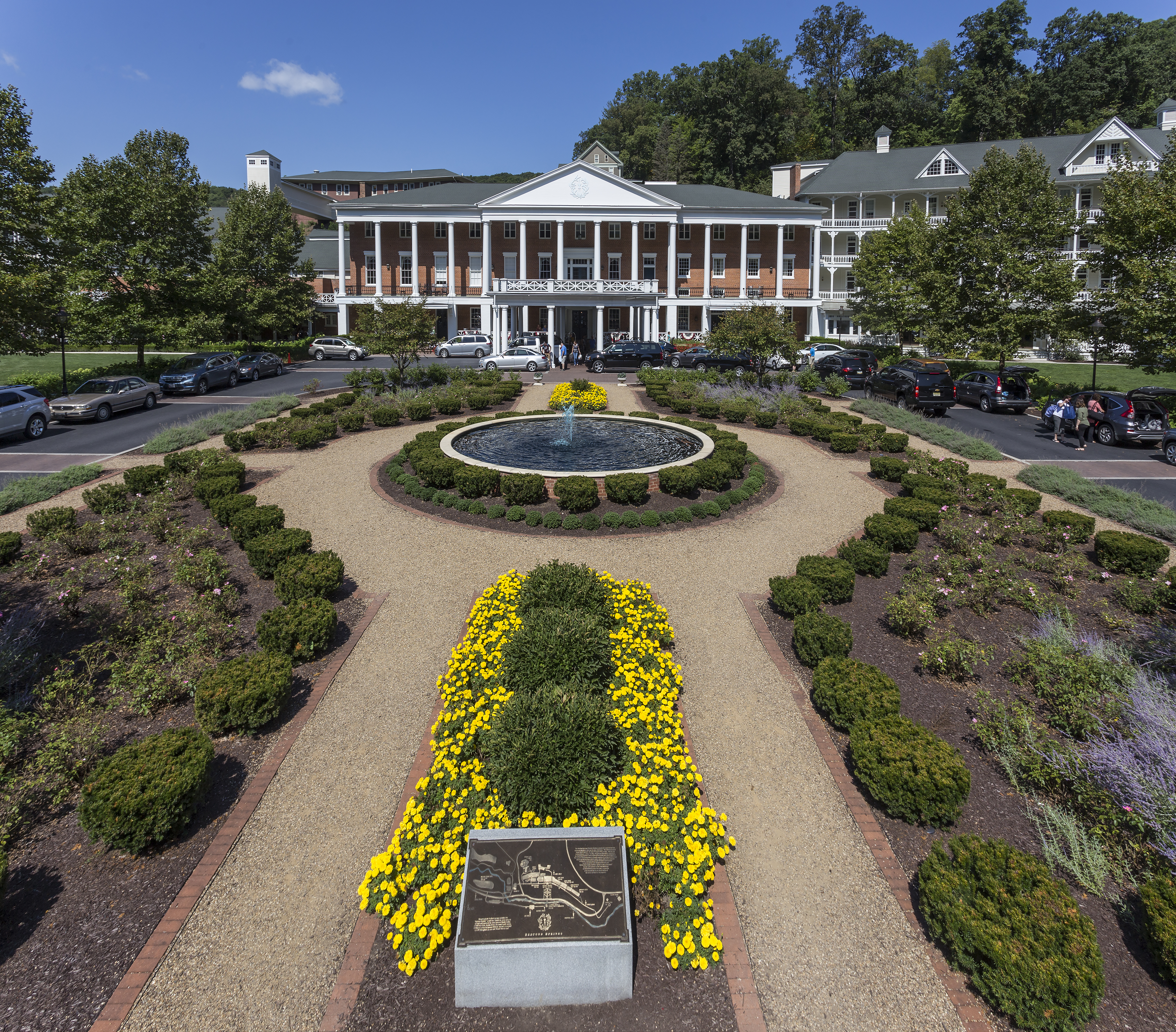
L’hôtel Omni Bedford Springs Resort.

## Source
- (en) Cet article est partiellement ou en totalité issu de l’article de Wikipédia en anglais intitulé « Bedford, Pennsylvania » (voir la liste des auteurs).